# 金哲群島
67°45′S 68°42′W / 67.750°S 68.700°W
金哲群島（英語：Ginger Islands），是南極洲的群島，位於阿德萊德島南端，由英國南極名稱諮詢委員會命名，被國際鳥盟列為重點鳥區，是約3,000雙阿德利企鵝的棲息地，現時由南極條約體系管理。